# Leonard Jones (Bassist)
Leonard E. Jones (* 6. Dezember 1943 in Chicago, Illinois; † 6. Dezember 2024 in Ratingen) war ein US-amerikanischer Jazz-Bassist.

## Leben
Leonard Jones wuchs im Westen Chicagos auf, wo er schon früh musikalisch geprägt wurde. Seine Familie wohnte über dem Nachtclub Vi’s Lounge, wo Bluesmusiker wie Muddy Waters, Howlin’ Wolf oder Bo Diddley auftraten. Während der Ableistung des Militärdienstes in Westdeutschland erwarb er seinen ersten Kontrabass und erlernte die Grundlagen des Bassspiels. Nach der Entlassung aus der Armee 1963 kehrte er nach Chicago zurück und nahm privaten Bassunterricht bei Rudolph Fahsbender, Bassist im Chicago Symphony Orchestra, mit dem er später seine Studien am Chicago Conservatory of Music fortsetzte. 
In dieser Zeit lernte er auch Muhal Richard Abrams kennen, bei dem er Musiktheorie studierte und in dessen Experimental Band er mitspielte. 1965 trat er der Association for the Advancement of Creative Musicians (AACM) bei. Bis 1969 lebte er erneut in Deutschland, wo er als Musiker tätig war und von 1970 bis 1972 an der Hochschule für bildende Künste Hamburg Fotografie studierte. Im Sommer 1974 kehrte er zunächst nach Chicago zurück; 1977 kam er als Mitglied der Muhal Richard Abrams Group nach New York City, wo er bis zu seiner erneuten Rückkehr nach Deutschland 1980 lebte. In den 1980er und 90er Jahren spielte er u. a. mit dem Sun Ra Arkestra, Hank Crawford/David Fathead Newman, Dave Burrell, Lou Blackburn, Mal Waldron und Sonny Simmons. 
Neben experimenteller Musik und Improvisation war Jones seit den 1990er-Jahren auch in Rhythm-&-Blues- und Gospelmusik (mit Gene Conners’ The American Gospel Caravan) sowie Theaterproduktionen involviert, u. a. beim New Yorker Public Theater und dem Theater Oberhausen. Zwischen 1967 und 2009 wirkte Jones bei 19 Aufnahmesessions mit, u. a. mit Oliver Lake, Henry Threadgill, Kalaparusha Maurice McIntyre, Mal Waldron, Günther Klatt, Lajos Dudas und dem International Composers & Improvisers Ensemble um George Lewis. 2011 legte er das Soloalbum Dialogues (Jazzsick Records) vor.
Leonard Jones lebte zuletzt  in Ratingen bei Düsseldorf.  

## Diskographische Hinweise
- Muhal Richard Abrams: Levels and Degrees of Light (Delmark, 1967)
- Muhal Richard Abrams: 1- Oqa+19 (Black Saint, 1977)
- Oliver Lake: Life Dance of Is (Arista Novus, 1978)
- Henry Threadgill: X-75 (Arista Novus, 1979)
- Kalaparusha Maurice McIntyre Quartet: Peace and Blessings (Black Saint, 1979)
- George Lewis / Jay Clayton / Leonard Jones / Muhal Richard Abrams: Spihumonesty (Black Saint, 1980)
- Michiel van der Esch / Andreas Krieger Quartet Feat. Allan Praskin & Leonard Jones: Zig Zag (Zig Zag, 1981)
- Mal Waldron / Leonard Jones / Sangoma Everett: Our Collines's a Treasure (Black Saint, 1987)
- John C. Marshall: Compared to What (Shuttle Music, 1988)
- Lajos Dudas: Some Great Songs (Double Moon 1998)
- Lajos Dudas: Talk of the Town (Challenge, 2000)
- ICI Ensemble and George Lewis: The Wisdom of Pearls (Pao Records, 2007)